# Plainfield (CDP, New Hampshire)
Plainfield CDP ist ein Census-designated place (CDP) in der Town of Plainfield im Sullivan County im US-Bundesstaat New Hampshire. Die Volkszählung von 2020 erfasste 178 Einwohner. Der CDP wurde im Jahr 2010 erstmals vom Census definiert. Im CDP liegt die Ortsverwaltung der Town of Plainfield.

## Lage
Der Ort liegt bei den Koordinaten 43° 32' 4.21" Nord und 72° 21' 13.10" West auf einer Höhe von 163 Metern über dem Meeresspiegel. Die 1,5 km² große Fläche des Gebietes enthält laut Census keinen Anteil Wasserfläche. Durch den Ort verläuft die New Hampshire Route NH-12A.